# Innokentiy Fyodorovich Annensky
Innokentiy Fyodorovich Annensky (tiếng Nga: Инокентий Фёдорович Анненский, 1 tháng 9 năm 1855 – 11 tháng 12 năm 1909) – nhà thơ, dịch giả, nhà phê bình Nga, là một nhà thơ lớn của văn học Nga thế kỷ bạc.

## Tiểu sử
Innokenty Annensky sinh ở Omsk trong một gia đình công chức. Bố là trưởng đoạn đường sắt Omsk. Lên 5 tuổi gia đình chuyển về Sankt-Peterburg. Cả bố và mẹ mất khi Annensky còn nhỏ nên ở với người anh trai – là nhà kinh tế học, nhà chính trị có ảnh hưởng đến sự nghiệp của Annensky sau này. Năm 1879 tốt nghiệp khoa ngôn ngữ Đại học Sank-Peterburg, Annensky làm giáo viên dạy tiếng Latin, tiếng Hy Lạp ở các trường gymnazy Sankt-Peterburg, in các bài viết ở tạp chí của Bộ giáo dục. Năm 1891 làm hiệu trưởng trường gymnazy ở Kiev. Năm 1906 làm thanh tra giáo dục tỉnh Sankt-Peterburg. 
Annensky biết làm thơ từ nhỏ nhưng không sưu tập, chỉ đến năm 1904 mới in tập thơ đầu tiên Тихие песни (Những bài ca thầm lặng) theo lời khuyên của anh trai và chị dâu. Năm 1910 in tập Кипарисовый ларец (Chiếc hòm trắc bá diệp) và tuyển tập thơ sau khi chết in năm 1923. Thơ của Annensky, theo như lời của chính ông, là "sự thể hiện nỗi đau của tâm hồn thành thị", cảm nhận mọi thứ qua tâm trạng của người theo chủ nghĩa ấn tượng. Ông có sự ảnh hưởng lớn tới các nhà thơ phái Asmeist như Anna Akhmatova, Nicolai Gumilyov, Osip Mandelstam.
Ngoài thơ và phê bình, Annensky còn là một dịch giả nổi tiếng của Nga. Ông dịch thơ của Euripides và một loạt các bi kịch nổi tiếng của Hy Lạp cổ đại: Melanippa-phylosoph (1901), Tsar Ixion (1903), Laodamia (1906). Các nhà thơ cổ điển Pháp: Baudelaire, Paul Verlaine, Arthur Rimbaud...
Ông mất ở Sank-Peterburg năm 1909.